# ヒロ国際空港
ヒロ国際空港（英: Hilo International Airport）は、アメリカ合衆国ハワイ州ヒロにある国際空港。

## 概要
ヒロはハワイ島で最も大きな町だが、観光の中心は島の西部にあるコナであり、旅客数はコナ国際空港よりかなり少ない。州政府は国際線の誘致を目指しているが見通しは立っていない。地元では静かな環境を守るべきという意見があり、観光地化に反対する住民も存在する。

## 就航路線

### 旅客便
| 航空会社           | 就航地             |
| ------------------ | ------------------ |
| ハワイアン航空     | ホノルル、カフルイ |
| モクレレ航空       | カフルイ           |
| ユナイテッド航空   | ロサンゼルス       |
| サウスウエスト航空 | ホノルル           |

### 貨物便
| 航空会社           | 就航地                   |
| ------------------ | ------------------------ |
| アロハ・エアカーゴ | ホノルル、カフルイ、コナ |
| トランス・エア     | ホノルル、カフルイ       |

## 事件・事故
- 1988年4月28日、ハワイ島のヒロからホノルルへ向かっていたアロハ航空243便がマウイ島付近で機体外壁を損傷してカフルイ空港へ緊急着陸した（詳細はアロハ航空243便事故を参照）。